# ジャクソン礁

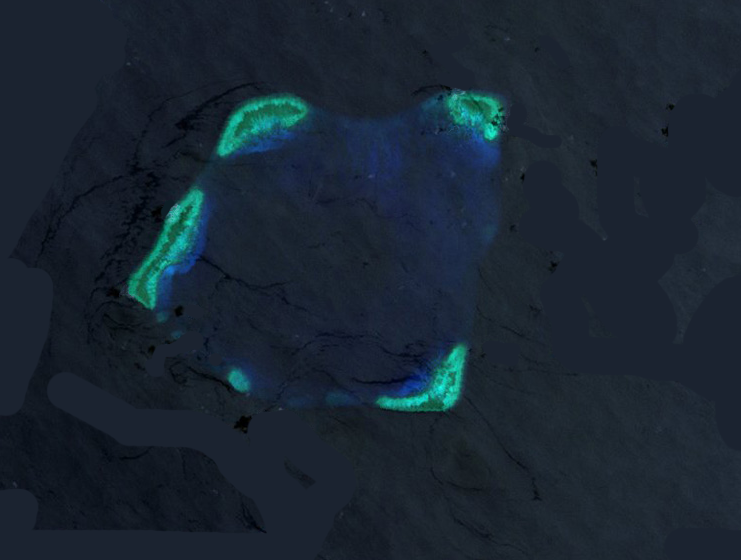

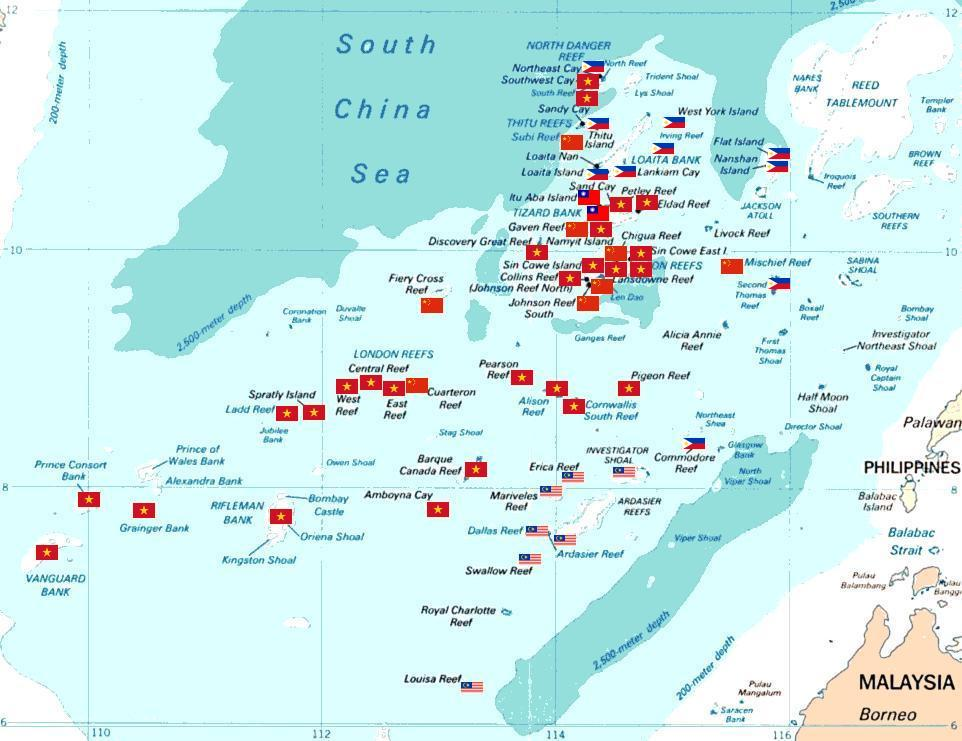
南沙諸島における南シナ海周辺諸国の実効支配状況

ジャクソン礁（英語: Jackson Atoll、中国語: 五方礁、タガログ語: Quirino、ベトナム語：Bãi Hải Sâm / 𣺽海參）は、南沙諸島南東部に位置する環礁である。
ラワック島（中国語: 馬歓島）から南に約10海里離れている。この環礁には5つの礁がある。中国語ではこれらの礁を「五方頭」、「五方尾」、「五方南」、「五方北」及び「五方西」と呼んでいる。
中華人民共和国がこの礁を実効支配しているが、中華民国（台湾）、フィリピン、ベトナムも主権を主張している。